# EAD přípojka

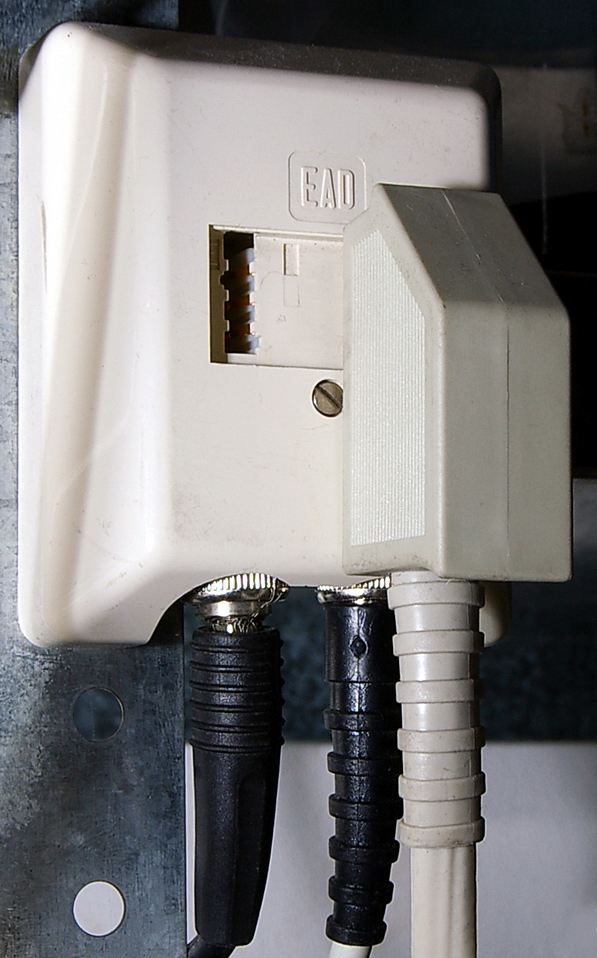
EAD zásuvka s jedním připojeným EDA kabelem (šedý vpravo) a jednou volnou pozicí pro druhý EDA kabel; kabely s černými koncovkami tvoří pevný rozvod

EAD zásuvka je nástěnná zásuvka, která se používala pro pevné vnitřní rozvody lokálních sítí Ethernet 10BASE2 tenkým koaxiálním kabelem. Zkratka pochází z německého Ethernet Anschlussdose. EAD zásuvky jsou odvozené z TAE konektorů pro telefonní aplikace. Odlišné mechanické provedení zabraňuje jejich vzájemné záměně. Do EAD zásuvky je možné připojit až dva EDA kabely, z nichž každý slouží pro připojení jednoho počítače. Každý EDA kabel má na jednom konci šestipólový konektor do EAD zásuvky, na druhém koaxiální BNC konektor pro připojení do Ethernetové síťové karty 10BASE2. Kvůli nástupu rychlejších variant Ethernetu jsou EAD zásuvky již zastaralé.

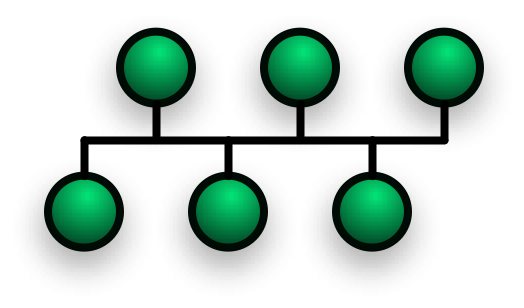
Sběrnicová topologie

10BASE2 má sběrnicovou topologii, proto každá EAD zásuvka vlastně přerušuje segment koaxiálního kabelu. Pokud do zásuvky není připojen EDA kabel, vnitřní kontakty oba koaxiální kabely rozvodu propojují. EDA kabel je tvořen dvěma tenkými koaxiálními kabely s impedancí 50 Ω na jednom konci propojenými. Po zasunutí kabelu do EAD zásuvky se kontakty v zásuvce rozpojí, takže signál prochází přes smyčku tvořenou oběma koaxiálními kabely. 
Rozvody s EAD zásuvkami umožňují snadné připojování a odpojování počítačů a mají vyšší spolehlivost než provizorní rozvody provedené tenkým koaxiálním kabelem RG-58 s odbočkami s konektory typu BNC. Je však nutné pamatovat, že se stále jedná o sběrnicovou topologii a že každý připojený EDA kabel prodlužuje segment o dvojnásobek své délky, takže může snadno dojít k překročení maximální povolené délky segmentu (185 metrů). Nespolehlivý kontakt kabelu v zásuvce (což je častý následek zatečení barvy do zásuvky při malování místností) vyřadí z provozu celý segment.